# Travis Fimmel
Travis Fimmel (sinh ngày 15 tháng 7 năm 1979) là diễn viên, cựu người mẫu người Australia. Với vai trò người mẫu, anh được biết đến nhiều nhất khi diện cho hãng thời trang Calvin Klein trong chiến dịch nước hoa của nam giới và mô hình của thương hiệu đồ lót nổi tiếng. Với vai trò diễn viên, anh được biết đến khi đồng diễn cùng Patrick Swayze trong loạt phim truyền hình The Beast và thủ vai Ragnar Lothbrok trong loạt phim truyền hình Vikings trên kênh History Channel.

## Thời niên thiếu
Fimmel sinh ra gần Echuca, Victoria. Anh lớn lên trong một nông trại chăn nuôi bò rộng 5.500 mẫu Anh ở Lockington. Là con út trong gia đình có ba anh em, anh là con trai của Jennie, một nhân viên giải trí cho người tàn tật, và Chris, một nông dân nuôi gia súc,. Là một cầu thủ bóng đá, Fimmel chuyển tới Melbourne ở tuổi thiếu niên của mình để chơi bóng đá chuyên nghiệp AFL và thi đấu cho St Kilda Football Club, nhưng bị gãy chân phải ngồi ngoài trước khi mùa giải bắt đầu. Anh được nhận vào Đại học RMIT để nghiên cứu kiến trúc và kỹ thuật thương mại nhưng sau đó hoãn lại để đi du lịch ở nước ngoài.

## Phim đã đóng

### Phim truyện
| Năm  | Tiêu đề                  | Vai trò           | Ghi chú  |
| ---- | ------------------------ | ----------------- | -------- |
| 2008 | Surfer, Dude             | Johnny Doran      |          |
| 2008 | Restraint                | Ron               |          |
| 2010 | Pure Country 2: The Gift | Dale Jordan       |          |
| 2010 | Needle                   | Marcus Rutherford |          |
| 2010 | Ivory                    | Jake              |          |
| 2010 | The Experiment           | Helwig            |          |
| 2011 | Supremacy                | Garrett Tully     | (short)  |
| 2012 | The Baytown Outlaws      | McQueen Oodie     |          |
| 2012 | Harodim                  | Lazarus Fell      |          |
| 2015 | Maggie's Plan            | Guy               |          |
| 2016 | Warcraft                 | Anduin Lothar     | Complete |

### Phim truyền hình
| Năm          | Tiêu đề          | Vai trò               | Ghi chú  |
| ------------ | ---------------- | --------------------- | -------- |
| 2003         | Tarzan           | John Clayton / Tarzan | Series   |
| 2005         | Rocky Point      | Taj Walters           | Series   |
| 2006         | Southern Comfort | Bobby                 | TV Movie |
| 2009         | The Beast        | Ellis Dove / Carlson  | Series   |
| 2010         | Chase            | Mason Boyle           | Series   |
| 2012         | Outlaw Country   | Feron                 | TV Movie |
| 2012         | BlackBoxTV       | Ted                   | Series   |
| 2013-present | Vikings          | Ragnar Lothbrok       | Series   |

## Sự nghiệp

### Làm người mẫu
Sự nghiệp người mẫu của Fimmel bắt đầu khi anh được phát hiện bở Hawthorn khi đang tập thể dục tại một phòng tập ở ngoại ô Melbourne. Hawthorn là bạn cùng phòng của Matthew Anderson, phụ trách tìm kiếm tài năng của công ty Chadwick Models.
Fimmel đến Hoa Kỳ và được ký hợp đồng ngay với công ty LA Models vào năm 2002 sau khi bước vào văn phòng của họ với đôi chân trần đang chấn thương. Được Jennifer Starr tuyển chọn, anh trở thành nam người mẫu đầu tiên trên thế giới đạt được hợp đồng 6 con số để làm người mẫu độc quyền cho Calvin Klein trong một năm và là người cuối cùng được chính nhà thiết kế cùng tên của thương hiệu ký hợp đồng. Anh đã tham gia chiến dịch quảng cáo nước hoa Crave cho nam giới của CK và làm người mẫu đồ lót cho thương hiệu nổi tiếng này. Có thông tin cho rằng một trong những bảng quảng cáo ở London của anh ấy đã phải bị gỡ xuống sau khi có khiếu nại từ một câu lạc bộ ô tô về tình trạng tắc nghẽn giao thông và tai nạn do nữ tài xế nhìn chăm chú vào những biển quảng cáo này, nhưng Fimmel khẳng định câu chuyện chỉ là một tin đồn lan truyền trên mạng.
Anh được tạp chí People của Mỹ bình chọn là một trong những người đàn ông quyến rũ nhất thế giới vào năm 2002 và vào thời điểm đó được coi là "người mẫu nam đắt giá nhất trên thế giới". Một số nhà báo đã gợi ý rằng Fimmel là nguồn cảm hứng cho nhận vật nổi tiêng của Sex and the City - 'Jerry' Smith Jerrod.
Fimmel xuất hiện trên các trang bìa tạp chí khác nhau, bao gồm Numero Homme của Pháp và America's TV Guide, cũng như trên các chương trình truyền hình của Mỹ vào năm 2003 bao gồm Jimmy Kimmel Live !, The Sharon Osbourne Show, Live with Regis và Kathie Lee, MTV's Total Request Live và chương trình tin tức truyền hình giải trí Extra. Anh cũng xuất hiện trong cảnh quán bar của một video "Someone who's called my lover" của Janet Jackson và đóng vai người chất cỏ khô lên sau xe bán tải trong "I'm Real" của Jennifer Lopez "(bản chính). Muốn được chú ý bởi diễn xuất nhiều hơn là người mẫu, Fimmel đã từ chối lời đề nghị từ Seven Network của Úc để làm giám khảo khách mời cho chương trình truyền hình Make Me A Supermodel.

### Diễn xuất
Fimmel đã theo học huấn luyện viên diễn xuất Ivana Chubbuck của  Hollywood, và mất hai năm lấy hết can đảm để thử vai cho vai diễn đầu tiên của mình. Anh nói rằng "một nửa của diễn xuất là vượt qua nỗi sợ hãi của bạn [và] chấp nhận để bản thân bị mọi người công kích". Anh đảm nhận vai chính trong loạt phim truyền hình Tarzan năm 2003 của Warner Bros., được CNN mô tả là một trong "năm điều nóng bỏng nhất đang xảy ra trong làng giải trí hiện nay", trong đó anh thực hiện hầu hết các pha nguy hiểm của vai diễn. Ngoài ra, anh còn xuất hiện trong phim thử nghiệm Rocky Point với Lauren Holly vào năm 2005, bộ phim Fox Southern Comfort với Madeleine Stowe vào năm 2006 và The Big Valley với Richard Dreyfuss và Jessica Lange vào năm 2011.
Fimmel đã đóng một loạt các nhân vật đa dạng trên màn ảnh lớn nhỏ. Năm 2008, anh đóng vai một kẻ sát nhân trong Restraint và một cậu bé tiệc tùng trong Surfer, Dude với Matthew McConaughey và Woody Harrelson. Năm 2010, anh đóng vai một chàng cao bồi giàu lòng nhân ái trong Pure Country 2: The Gift và một nhiếp ảnh gia pháp y trong bộ phim kinh dị Needle của Úc, đóng cùng Ben Mendelsohn.
Anh diễn vai một nghệ sĩ dương cầm cổ điển tài năng trong Ivory, một bộ phim độc lập "sáng tạo, sắc sảo, độc đáo" đã được lựa chọn chiếu chính trong Liên hoan phim Thế giới Montreal 2010 và Liên hoan phim Quốc tế Strasbourg. Được sản xuất bởi Grey Frederickson, người từng đoạt giải thưởng của Viện Hàn lâm và các diễn viên chính Martin Landau và Peter Stormare, Ivory "kể chi tiết về cuộc sống rắc rối của các nghệ sĩ piano cổ điển tại một nhạc viện lớn của Mỹ khi họ đối đầu với sự cạnh tranh cá nhân và nghề nghiệp trong quá trình đào tạo khắc nghiệt"
Fimmel đóng vai Helweg, một cai ngục trong bộ phim The Experiment năm 2010. Có thông tin cho rằng ban đầu vai diễn này thuộc về Elijah Wood, người đã rút khỏi cảnh quay không rõ lý do, vì vậy Fimmel đã thay cho vai diễn này này. Bộ phim dựa trên một thí nghiệm thực tế trên các tình nguyện viên của Đại học Stanford đã bị cắt ngắn sau khi quay ngoài tầm kiểm soát, với các 'cai ngục' thể hiện hành vi tàn bạo và các 'tù nhân' bị trầm cảm.
Fimmel đóng vai chính cùng Patrick Swayze trong loạt phim The Beast năm 2009 của A&E. Anh vào vai tân binh đặc vụ FBI Ellis Dove hợp tác với một cảnh sát kỳ cựu cứng rắn, Charles Barker của Swayze. Quá trình sản xuất ngừng lại sau 13 tập do Swayze qua đời vì ung thư tuyến tụy.
Anh đã đóng vai Mason Boyle chạy trốn trong hai tập phim phiêu lưu hành động Chase năm 2010 của NBC (mùa 1, tập 1 và 8), do Jerry Bruckheimer sản xuất. Fimmel xuất hiện trong chương trình truyền hình thí điểm Outlaw Country của FX vào năm 2011 với Luke Grimes, được mô tả như một "bộ phim truyền hình hiện đại lấy bối cảnh chống lại sự tụt lùi của một gia đình tội phạm có tổ chức ở miền nam". Theo tạp chí Variety, anh vào vai một "thành viên băng đảng nghiện rượu và là bạn thân của nhân vật chính". Anh đóng vai chính với Billy Bob Thornton và Eva Longoria trong bộ phim hài Redneck Southern 2013 The Baytown Outlaws, vai một trong ba anh em nhà Oodie không may cố gắng nhiều hơn khả năng khi anh ta đồng ý giúp một người phụ nữ giành lại đứa con đỡ đầu từ người chồng cũ đã chết của cô ấy.
Fimmel đóng vai chính trong Harodim năm 2012, có tựa đề ban đầu là The Lazarus Protocol, với Peter Fonda là một cựu sĩ quan tình báo được đào tạo trong các biệt đội chuyên theo dõi kẻ khủng bố bị truy nã gắt gao nhất thế giới, kẻ bị tổn hại bởi chính những mệnh lệch hắn.